# Alue Krueng
Alue Krueng is een bestuurslaag in het regentschap Aceh Jaya van de provincie Atjeh, Indonesië. Alue Krueng telt 346 inwoners (volkstelling 2010).